# Фалькенштайн (Гарц)
Фалькенштайн (нем. Falkenstein/Harz) — город в Германии, в земле Саксония-Анхальт.
Входит в состав района Ашерслебен-Штасфурт. Население составляет 5823 человека (на 31 декабря 2010 года). Занимает площадь 102,98 км². Официальный код — 15 3 52 044.
Город подразделяется на 7 городских районов.